# Maxime Zuber
Maxime Zuber (* 23. Mai 1963 in Délemont) ist ein Schweizer Politiker (PSA).

## Biografie
Zuber ist Sohn eines Schreiners und wuchs in einer kinderreichen Familie glühender Separatisten auf. Als Student lernte er Roland Béguelin, den Generalsekretär des Rassemblement jurassien, kennen und schloss sich den Separatisten an. Von 1986 bis 1987 präsidierte er den Studentenverband Mouvement universitaire jurassien. Zuber wurde Doktor der Mathematik, Professor an der Universität Neuenburg und Gymnasiallehrer. Seit den 1990er Jahren bis Ende 2016 war er Stadtpräsident von Moutier. In diesem Amt wurde er insgesamt fünfmal wiedergewählt. Daneben gehört er seit dem 1. Juni 2006 dem Grossen Rat des Kantons Bern für den Wahlkreis Berner Jura an und ist dort Mitglied der Fraktion SP-JUSO-PSA. 
Im November 2013 sorgten Zuber, der Präsident des PSA ist, und seine zwei Parteikollegen Jean-Pierre Aellen und Irma Hirschi für einen Eklat im Grossrat, als sie aus Protest gegen Berner Fähnchen auf ihren Pulten den Grossratssaal verliessen, da dies für die PSA „einen sowohl unnötigen als auch verachtenden Affront“ darstellen würde. Die Fähnchen waren in einer Reaktion der SVP auf eine regionale Abstimmung am 24. November 2013, in der sich 71,8 % der Stimmberechtigten im Berner Jura gegen den Zusammenschluss mit dem Kanton Jura aussprachen, ohne Konsultation mit dem Grossratspräsidenten aufgestellt worden. Zuber selbst ist dafür bekannt, die Fahne des Kantons Jura anstelle der Fahne des Kantons Bern zu hissen.